# Dunstan von Canterbury

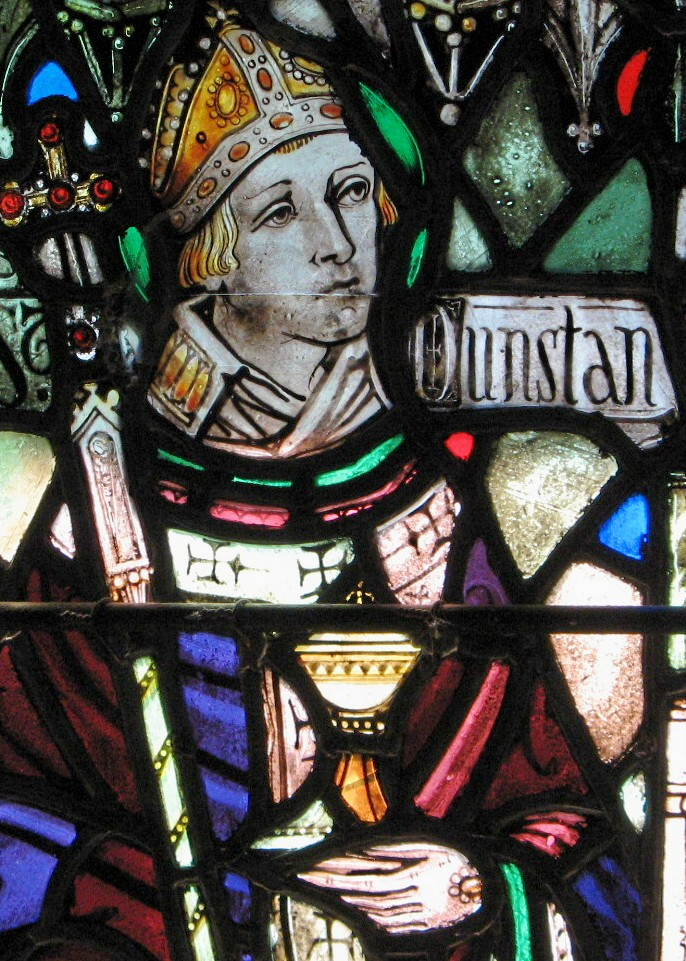
Dunstan von Canterbury

Dunstan von Canterbury (* um 909 in Glastonbury; † 19. Mai 988 in Canterbury) war Erzbischof von Canterbury.

## Leben
Dunstan entstammte der königlichen Familie von Wessex. Er trat im Jahre 940 in das Benediktinerkloster von Glastonbury ein und wurde bereits fünf Jahre später von König Edmund I. zum dortigen Abt ernannt. Durch sein Wirken ging von Glastonbury die Neubelebung des Mönchtums, das vom Einfall der Dänen schwer geschädigt worden war, in England aus. Während der Regierungszeit von König Eadred gründete Dunstan mehrere bedeutende Klöster wie Westminster, Exeter und Ely.
Bei der Krönung des neuen Königs Eadwig Ende Januar 956, kam es zu einem Streit zwischen ihm und Dunstan, weil Eadred den Abt sehr großzügig in seinem Testament bedacht hatte. Nachdem sich Mercia und Northumbria, wahrscheinlich auf Betreiben Dunstans, von Eadwig losgesagt hatten und statt Eadwig dessen Bruder Edgar als König anerkannten, ließ Eadwig Dunstan aus England verbannen. Sein Exil verbrachte er im Kloster St. Peter in Gent, wo er mit den beginnenden Cluniazensischen Reformen in Kontakt kam.
957 kehrte Dunstan nach England zurück, wo er zunächst Bischof in Worcester, dann in London und schließlich 960 Erzbischof von Canterbury wurde. Er war sowohl in kirchlichen als auch in weltlichen Belangen ein gefragter Berater am Hof von König Edgar. Zahlreiche Mönche aus Reformklöstern des Festlandes folgten Dunstan nach England, wo 970 neue und verbindliche Klosterregeln ausgearbeitet wurden, in denen sich Reformelemente und Traditionen des englischen Mönchtums verbanden. In den folgenden Jahren setzten Dunstan und seine Schüler die neuen Regeln nicht nur in den Klöstern, sondern auch im Weltklerus durch, insbesondere was die Gültigkeit des Zölibats betraf. Die Reformen werden zudem als erster Ausgangspunkt für eine eigenständige Literatur in angelsächsischer Sprache angesehen.
Nach seinem Tod am 19. Mai 988 wurde Dunstan in der Kathedrale von Canterbury beigesetzt. Im Jahre 1039 wurde ein Fest zu seinen Ehren offiziell eingeführt. Sein Gedenktag ist der 19. Mai. Anselm von Canterbury, der 1093 Erzbischof von Canterbury wurde, förderte die Verehrung seines Vorgängers.

## Darstellung
Dunstan wird meistens in bischöflichem Ornat abgebildet. Als Attribute sind ihm Werkzeuge beigegeben, weil er ein sehr talentierter Goldschmied gewesen sein soll. Andere Darstellungen zeigen ihn mit Buch oder Schriftrolle als Hinweis auf seine große Gelehrsamkeit und Beratertätigkeit. Einige Darstellungen betonen Dunstans nachhaltige Glaubenstreue, da sie abbilden, wie er dem Teufel mit einer Zange in die Nase zwickt.